# Friedrich Gottlob Uhlemann
Friedrich Gottlob Uhlemann (Zeitz, 26 november 1792 – 19 april 1864) was een Duits luthers theoloog, filosoof en oriëntalist.

## Biografie
Uhlemann volgde een gymnasium in zijn geboorteplaats. Vanaf 1812 studeerde hij aan de Universiteit Leipzig. Drie jaar later kreeg hij de doctorstitel in de filosofie. Daarna oefende hij tot 1820 het beroep als privaatdocent uit. In 1822 had Friedrich Uhlemann een examen pro facultate docendi (Latijn voor voor de faculteit geleerd) met goed gevolg afgesloten. Vervolgens doceerde hij als leraar aan de Friedrich-Wilhelms-Gymnasium te Berlijn, wat hij 42 jaar lang uitoefende. Tegelijkertijd werd hij in Berlijn tot licentiaat in de theologie benoemd. In 1835 werd hij aan de Humboldt-Universiteit (Berlijn) tot buitengewoon hoogleraar in de theologie benoemd. In 1839 benoemde de Universiteit Leipzig hem tot eredoctoraat in de theologie. Op 19 april 1864 stierf Friedrich Gottlob Uhlemann; zijn vrouw en kinderen waren al gestorven.

## Publicaties (selectie)
- Elementarlehre der syrischen Sprache (1829)
- Institutiones Samaritanae (1837)
- Anleitung zum Uebersetzen aus dem Deutschen in das Hebräische für Gymnasien (1839)